# Bořenovice
Bořenovice (in tedesco Borschenowitz) è un comune della Repubblica Ceca facente parte del distretto di Kroměříž, nella regione di Zlín.